# Hao Wei
Hao Wei, född 30 oktober 1968, är en kinesisk bågskytt. Han deltog vid olympiska sommarspelen 1992.